# Oravilahti (vik i Finland)
Oravilahti är en vik i Finland. Den ligger i Bräkylä i landskapet Norra Karelen, i den sydöstra delen av landet, 300 km nordost om huvudstaden Helsingfors.